# 랑베르기아
랑베르기아(Langbergia)는 남아공에 살았던 트라이아스기 초기의 키노돈트 중 하나이다. 현재 존재하는 유일한 종인 랑베르기아 모디세이(Langbergia modisei)의 학명은 화석이 발견된 농장인 랑베르크(Langberg) 지역의 이름에서 따왔다. 랑베르기아는 키노그나투스 군집 지역(Cynognathus Assemblage Zone)에서 발견되었으며 이들과 가까운 관계의 키노돈트인 트리라코돈과 같은 지역에서 발견되었다.